# Cruralispennia
Cruralispennia (лат.) — род энанциорнисовых птиц, живших во времена раннемеловой эпохи (аптский век). Включает единственный вид — Cruralispennia multidonta. Ископаемые остатки найдены в нижнемеловой формации Хуацзийин (Китай) и описаны в 2017 году.
Отличительной особенностью птицы является форма её пигостиля, которая не встречается у других энанциорнисовых. В целом скелетная анатомия Cruralispennia включает черты, характерные как для базальных, так и для продвинутых представителей группы. Также образец сохранил отпечатки перьев, в том числе перья на ногах. Помимо этого, исследователи обнаружили окаменевшие меланосомы, отвечающие за тёмно-коричневый и, возможно, блестящие или переливающиеся цвета.

## Открытие и название
Типовой экземпляр был найден в стратиграфическом горизонте Сичакоу формации Хуацзийин, расположенном в бассейне реки Сичакоу, провинция Хэбэй, северо-восток Китая. Из того же горизонта известны ещё 4 рода ископаемых птиц: Eoconfuciusornis, Protopteryx, Eopengornis и Archaeornithura. Стратиграфическая корреляция и изотопный анализ позволяют датировать этот слой 130,7 миллионами лет — верхним отделом нижнего мела.
В 2017 году таксон назвала и описала группа палеонтологов под руководством Ван Мина. Родовое название cruralipennia означает «оперённая голень», с отсылкой на уникальные перья, сохранившиеся на цевке птицы. Видовое название переводится как «многозубая» из-за наличия большого количества зубов в челюстях животного.

## Описание
Голотип IVPP 21711 представляет собой неполный, почти полностью сочленённый скелет с перьями, сохранённый на одной плите. Скелетная анатомия Cruralispennia включает черты, характерные как для базальных, так и для продвинутых представителей группы.

### Череп и позвоночник
Хотя бо́льшая часть черепа сохранилась плохо, некоторые его элементы можно идентифицировать. Предчелюстная кость короткая и высокая, а задняя часть лобной кости выпуклая. Левая ветвь верхнечелюстной кости сохраняет 14 зубов, что характерно и для прочих энанциорнисовых. Несмотря на то, что ни один из зубов не сохранил полных коронок, заметна тенденция к большему уплощению зубов в сторону задней части челюсти.
Позвоночник неполный, но несколько сочленённых грудных позвонков сохранили боковую бороздку, характерную для энанциорнисовых. Пигостиль голотипа характерно короткий и широкий, дистально сужающийся к загнутому вверх кончику. Он совершенно не похож на длинные копьевидные пигостили других энанциорнисовых, кофуциусорнитид и сапеорнитид. Вместо этого копчиковая кость Cruralispennia более всего похожа на плугообразные пигостили птицехвостых. У современных птиц подобный элемент скелета служит местом крепления мышц, которые управляют длинными перьями веерообразных хвостов. Тем не менее, его присутствие в образце, который имеет простые, волосоподобные хвостовые перья, ставит под сомнение гипотезу, что пигостиль в форме плуга всегда соотносится с продвинутым, веерообразным хвостом.

### Передние конечности
Коракоиды в образце IVPP 21711 тонкие, похожие на таковые у продвинутых энанциорнисовых. Наиболее удалённая от грудины часть коракоида является самой узкой, а наиболее близкая — самой широкой. Края этих костей почти параллельны грудине, в отличие от коракоидов других представителей группы, которые резко расширены наружу, с образованием вогнутых внешних краёв.
Передняя часть грудины несёт заострённый ростральный шип, известный у других представителей группы. Задний край грудины имеет две пары тонких стержнеобразных структур. Хотя эти элементы скелета известны у всех энанциорнисовых, кроме наиболее базальных, только у Cruralispennia внутренняя пара структур простирается на то же расстояние, что и внешняя пара. С другой стороны, V-образный мечевидный отросток схож с таковым у базальных энанциорнисовых, таких как Protopteryx и представители семейства Pengornithidae.
Передняя конечность довольно короткая, с крепкой плечевой костью, обладающей типичными чертами энанциорнисовых птиц. Кисть короче плеча, а палец, несущий крылышко, редуцирован, что характерно для продвинутых энанциорнисовых.

### Задние конечности
Кости таза сохранились плохо. Постацетабулярный отросток подвздошной кости характерно короткий и суженный; он вытянут вниз дальше, чем седалищный выступ (ischiadic peduncle). Седалищная кость короче лобковой, и несёт загнутый вверх отросток на вертеле, схожий с таковым у птицехвостых.
Тибиотарзус и цевка длинные и тонкие, а малоберцовая кость короткая и сужающаяся, как у продвинутых энанциорнисовых и птицехвостых. Когти на пальцах ног острые и загнутые.

### Оперение
Хорошо сохранившиеся перья окружают все части скелета, кроме рыла и пальцев. Перья на теле и хвосте короткие и не имеют стержней. На верхней части шеи перья длиннее, чем на нижней. Асимметричные маховые перья сохранились прикреплёнными к крыльям, они короче, чем у других энанциорнисовых — всего в 2 раза длиннее кисти.
Наиболее характерной особенностью, из-за которой Cruralispennia получила своё название, являются перья на ногах. Они окружают берцовую и, возможно, бедренную кость — наложение перьев тела лишает возможности выявить это наверняка. Перья на лапах длинные и похожи на проволоку, состоят из стержнеподобных структур, сформированных, по-видимому, из пучков параллельных бородок. Стержнеподобная структура образует 90 % длины пера. На дистальных 10 % пера параллельные бородки становятся различимыми, образуя кистевидный кончик. Подобное строение перьев также присутствует на перьях, выступающих вдоль переднего края левого крыла. Эта морфология известна только у Cruralispennia, хотя она и похожа на таковую у ленточных хвостовых перьев овирапторозавра Similicaudipteryx. Возможно, эти перья являются результатом генетической сверхэкспрессии гена BMP4, который способствует слиянию бородок и образованию стержня, или подавления гена SHH, который отвечает за образование разделённых перьевых бородок.

### Расцветка
С помощью метода электронной микроскопии в 5 образцах перьев были обнаружены структуры, которые считают окаменевшими мелоносомами. Из-за их палочковидной формы они были идентифицированы как эумелоносомы, отвечающие за тёмный оттенок. Хотя в анализе не были указаны определённые цвета, другие исследования показали, что окраска у ныне существующих птиц коррелирует с длиной и соотношением сторон (отношение длины к ширине) их эумеланосом. Образец пера, взятый с ног птицы, имел меланосомы с самым коротким соотношением, которое могло соответствовать тёмно-коричневой окраске. Самое большое соотношение длины и ширины меланосом было обнаружено в перьях головы. Известно, что высокие пропорции коррелируют с блестящими или переливающимися цветами, хотя, не зная структуры кератинового слоя пера (который плохо окаменевает), невозможно точно определить оттенок. Образцы с крыльев и хвоста также показывают высокое соотношение сторон, при этом эумеланосомы из перьев хвоста были самыми крупными.

## Систематика
Авторы описания отнесли Cruralispennia к энанциорнисовым птицам на основании особенностей плечевой кости, отсутствия прокоракоидных отростков и длинного акромиона лопатки. Филогенетический анализ восстановил этот таксон как умеренно продвинутого энанциорниса, более продвинутого, чем базальные представители группы, такие, как Protopterix и Pengornithidae. Некоторые из производных признаков, присутствующих у Cruralispennia, включают редукцию малоберцовой кости и короткую кисть. Однако, наличие короткого пигостиля в форме плуга показывает, что у птицы были некоторые признаки, которые сильно отличали её от прочих членов группы. Этот таксон, по-видимому, принадлежит к ранее неизвестной линии энанциорнисовых птиц, которая включала многие черты, свойственные более прогрессивным птицехвостым. Кроме того, существование такого продвинутого таксона в раннем меловом периоде указывает на то, что генеалогическое дерево группы Ornithothoraces старше, чем ранее считалось.

## Палеобиология
Гистологическое исследование плечевой кости образца IVPP 21711 не обнаружило линий прекращения роста в кости, что указывает на то, что к моменту гибели особь была полностью выросшей или почти выросшей. Об этом же говорит и наличие как внешнего, так и внутреннего слоёв костей. Более ранние исследования показали, что энанциорнисам требовалось несколько лет, чтобы вырасти до размера взрослой особи. Гистология Cruralispennia, напротив, указывает на то, что эти птицы росли очень быстро, достигая максимального размера менее, чем за год. Стратегия роста этого таксона схожа с таковой у конфуциусорнисов и птицехвостых, хотя рост Cruralispennia был несколько более медленным.
Авторы описания обозначили несколько возможных функций перьев на ногах птицы: изоляционная, терморегулирующая и демонстративная. Перья были слишком простыми, чтобы предоставлять какое-либо аэродинамическое преимущество, а их малая ширина означает, что они вряд ли применялись для торможения при полёте.

## Палеоэкология
Формация Хуацзийин, где были найдены ископаемые остатки Cruralispennia, изучена не достаточно хорошо, её точный возраст неизвестен. Различные исследования, проведённые китайскими палеонтологами, датируют формацию от 140 до 122 миллионов лет. Из этой формации известны скудные фоссилии костных рыб, таких, как Lycoptera, оперённого троодонтида Jinfengopteryx, а также нескольких энанциорнисовых птиц, с которыми Cruralispennia делила воздушную среду: Jibeinia, Vescornis, Protopteryx и других.
Вопрос о рационе птицы авторы описания не прояснили.